# Мури фортеці (Феодосія)
Стіни (мури) фортеці — пам'ятка середньовічної оборонної архітектури у Феодосії, внесена до Державного реєстру нерухомих пам'яток України за № 010056/1.
Від башти Костянтина, що захищала крайній північний пункт міста, були зведені стіни в двох напрямках — на південь і на схід. Стіни, що проходили вздовж берега моря на схід, не збереглися. Вони були укріплені рядом башт, мали великі ворота, зображені на старовинних малюнках. Стіни, що йшли від башти Костянтина дугою на південь, оперізуючи місто, піднімалися на гору Мітридат. Тут збереглася тільки башта Хоми — крайній південний пункт оборони Кафи. Від башти Хоми стіни йшли в сторону цитаделі і на схід від неї, опускаючись до моря і з'єднуючись з Доковою баштою. Південніше цитаделі знаходяться руїни башти Джіовані ді Скаффа, східніше — залишки фортечних стін і рову, кутової башти з бастіоном. На збереженій ділянці фортечних стін видно сліди кількох будівельних періодів, бійниці відсутні, місцями залишилися ознаки бойових майданчиків.